# European Film Awards 2009
La 22ª edizione della cerimonia di premiazione dei European Film Awards si è svolta il 12 dicembre 2009 a Bochum, Germania.

## Vincitori e candidati
Vengono di seguito indicati in grassetto i vincitori.
Ove ricorrente e disponibile, viene indicato il titolo in lingua italiana e quello in lingua originale tra parentesi.
Miglior film
- Il nastro bianco (Das Weisse Band), regia di Michael Haneke (Germania, Austria, Francia, Italia)
- Fish Tank, regia di Andrea Arnold (Regno Unito)
- Lasciami entrare (Låt den Rätte Komma In), regia di Tomas Alfredson (Svezia)
- The Millionaire (Slumdog Millionaire), regia di Danny Boyle (Regno Unito)
- The Reader - A voce alta (The Reader), regia di Stephen Daldry (Germania, Regno Unito)
- Il profeta (Un prophète), regia di Jacques Audiard (Francia)

Miglior attore
- Tahar Rahim - Il profeta (Un prophète)
- Steve Evets - Il mio amico Eric (Looking for Eric)
- Moritz Bleibtreu - La banda Baader Meinhof (Der Baader Meinhof Komplex)
- Dev Patel - The Millionaire (Slumdog Millionaire)
- David Kross - The Reader - A voce alta (The Reader)
- Filippo Timi - Vincere

Miglior attrice
- Kate Winslet - The Reader - A voce alta (The Reader)
- Charlotte Gainsbourg - Antichrist
- Katie Jarvis - Fish Tank
- Penélope Cruz - Gli abbracci spezzati (Los abrazos rotos)
- Yolande Moreau - Séraphine
- Noomi Rapace - Uomini che odiano le donne (Män som hatar kvinnor)

Miglior regista
- Michael Haneke - Il nastro bianco (Das Weisse Band)
- Lars von Trier - Antichrist
- Andrea Arnold - Fish Tank
- Pedro Almodóvar - Gli abbracci spezzati (Los abrazos rotos)
- Danny Boyle - The Millionaire (Slumdog Millionaire)
- Jacques Audiard - Il profeta (Un prophète)

Miglior rivelazione
- Katalin Varga, regia di Peter Strickland (Regno Unito/Romania/Ungheria)
- Gagma napiri, regia di George Ovashvili (Georgia/Kazakistan)
- Ajami, regia di Iskandar Qubti e Yaron Shani (Germania/Israele)
- Sois sage, regia di Juliette Garcias (Francia/Danimarca)
- Sonbahar, regia di Özcan Alper (Turchia/Germania)

Miglior sceneggiatura
- Michael Haneke - Il nastro bianco (Das Weisse Band)
- Gianni Di Gregorio - Pranzo di ferragosto
- Simon Beaufoy - The Millionaire (Slumdog Millionaire)
- Jacques Audiard e Thomas Bidegain - Il profeta (Un prophète)

Miglior fotografia
- Anthony Dod Mantle - Antichrist e The Millionaire (Slumdog Millionaire)
- Christian Berger - Il nastro bianco (Das Weisse Band)
- Maksim Drozdov e Alisher Xamidxojaev - Bumažnyj soldat
- Stéphane Fontaine - Il profeta (Un prophète)

Miglior colonna sonora
- Alberto Iglesias - Gli abbracci spezzati (Los abrazos rotos)
- Alexandre Desplat - Coco avant Chanel - L'amore prima del mito (Coco avant Chanel)
- Jakob Groth - Uomini che odiano le donne (Män som hatar kvinnor)
- Johan Söderqvist - Lasciami entrare (Låt den Rätte Komma In)

Miglior documentario
- Das Summen der Insekten - Bericht einer Mumie, regia di Peter Liechti
- Ako sa varia dejiny, regia di Peter Kerekes
- Below Sea Level, regia di Gianfranco Rosi
- Burma VJ, regia di Anders Østergaard
- Les damnes de la mer, regia di Jawad Rhalib
- Defamation, regia di Yoav Shamir
- Die frau mit den 5 elefanten, regia di Vadim Jendreyko
- Das herz von Jenin, regia di Leon Geller e Marcus Vetter
- Pianomania, regia di Lilian Franck e Robert Cibis
- Les plages d'Agnès, regia di Agnès Varda

Miglior cortometraggio
- Poste Restante, regia di Marcel Lozinski (Polonia)
- Swimming Lesson, regia di Danny de Vent (Belgio)
- 14, regia di Asitha Ameresekere (Regno Unito)
- Tile M for Murder, regia di Magnus Holmgren (Svezia)
- Was Bleibt, regia di David Nawrath (Germania)
- Dei Leiden des herren karpf. Der geburtstag, regia di Lola Randl (Germania)
- The Glass Trap, regia di Pawel Ferdek (Polonia)
- Between Dreams, regia di Iris Olsson (Francia/Russia/Finlandia)
- Peter in radioland, regia di Johanna Wagner (Regno Unito)
- Renovare, regia di Paul Negoescu (Germania/Romania)
- The Herd, regia di Ken Wardrop (Irlanda)
- Sinner, regia di Meni Philip (Israele)
- Good Night, regia di Valéry Rosier (Belgio/Francia)

Miglior film d'animazione
- Mià e il Migù (Mia et le Migou), regia di Jacques-Rémy Girerd ( Francia)
- Niko - Una renna per amico (Niko - Lentäjän poika), regia di Kari Juusonen e Michael Hegner ( Finlandia/ Germania/ Danimarca/ Irlanda)
- The Secret of Kells, regia di Tomm Moore ( Belgio/ Francia/ Irlanda)

Miglior europeo in un film non europeo
Premio FIPRESCI
- Tatarak, regia di Andrzej Wajda

Premio del pubblico al miglior film europeo
- The Millionaire (Slumdog Millionaire), regia di Danny Boyle
- Coco avant Chanel - L'amore prima del mito (Coco avant Chanel), regia di Anne Fontaine
- Fly Me to the Moon, regia di Ben Stassen
- Gli abbracci spezzati (Los abrazos rotos), regia di Pedro Almodóvar
- La banda Baader Meinhof (Der Baader Meinhof Komplex), regia di Uli Edel
- La duchessa (The Duchess), regia di Saul Dibb
- Lasciami entrare (Låt den Rätte Komma In), regia di Tomas Alfredson
- Pranzo di ferragosto, regia di Gianni Di Gregorio
- Transporter 3 (Transporter 3), regia di Olivier Megaton
- Uomini che odiano le donne (Män som hatar kvinnor), regia di Niels Arden Oplev

Premio alla carriera
- Ken Loach

Miglior contributo europeo al cinema mondiale
- Isabelle Huppert

 Miglior co-produttore europeo 
- Diana Elbaum  e Jani Thiltges